# Túpac Huallpa
Túpac Huallpa, pravim imenom Auqui Huallpa Túpac († Jauja, listopad 1533.), sapa Inka (1533.) kojega su na vlast postavili konkvistadori na čelu s Franciscom Pizarrom nakon osvajanja Cuzca i ubojstva Atahualpe († 1533.). Bio je jedan od niza marionetskih vladara Inka koje su Španjolci postavljali na prijestolje kako bi lakše kontrolirali Inke.
Bio je mlađi sin kralja Huayne Capaca te Huáscarov brat i Atahualpin polubrat. Okrunjen je u velikoj svečanosti prema svim pravilima dvorskog ceremonijala, kako bi ga narod prihvatio kao istinski legitimnog vladara, što je Španjolcima omogućilo da kontrolom vladara imaju vlast i kontrolu nad čitavim carstvom. Krajem 1533. godine razbolio se od boginja i umro. Imao je više djece, no nasljedio ga je brat Manco Inca Yupanqui.
| Prethodnik Atahualpa (1532. – 1533.) | Kralj Inka carstva 1533. | Nasljednik Manco Inca Yupanqui (1533. – 1544.) |